# Baby – Das Geheimnis einer verlorenen Legende
Baby – Das Geheimnis einer verlorenen Legende (Originaltitel: Baby, Secret of the Lost Legend) ist ein amerikanischer Spielfilm aus dem Jahr 1985 mit Sean Young und William Katt in den Hauptrollen. Der Film startete am 24. Mai 1985 in den deutschen Kinos.

## Handlung
Dr. Eric Kiviat verfolgt die Spur eines Brontosauriers in den Regenwäldern von Westafrika. So sagt er seinem Schützling, Dr. Susan Matthews-Loomis, ihr soeben entdeckter Knochen stamme von einer Giraffe und verheimlicht ihr, dass es sich in Wahrheit um einen Brontosaurierknochen handelt; er schreckt nicht einmal vor Mord an seinem Kollegen Etienne zurück, um an dessen Material zu gelangen.
Als Susan einen erkrankten Afrikaner behandelt, erzählt dieser vom Fund eines toten Wesens namens „Mokele-Mbembe“, von dessen Fleisch er und seine Freunde erkrankten. Dr. Kiviat erfährt zu seinem Unmut, dass Susan und George sich auf die Suche nach den Knochen machen. Susan und George freunden sich mit den Ureinwohnern an. Als Susan einen von ihnen auf „Mokele-Mbembe“ anspricht, reagiert dieser gereizt; später sind die Ureinwohner verschwunden. Susan und George hören seltsame Geräusche, für die sie zuerst nach konventionellen Erklärungen suchen; sie werden jedoch bald eines Besseren belehrt, als sie einen Brontosaurier zu Gesicht bekommen. Es stellt sich heraus, dass dieser Brontosaurier einer von zwei ausgewachsenen Sauriern ist, die gemeinsam ein Jungtier aufziehen. Susan und George freunden sich mit dem Saurierjungen, das sie bald auf den Kosenamen „Baby“ taufen, an. Da taucht Dr. Kiviat auf; seine Soldaten töten den männlichen Brontosaurier. Als Dr. Kiviat und seine Leute auch noch die Sauriermutter entführen, nehmen sich Susan und George des verlassenen Saurierbabys an. Sie versuchen, dessen Mutter zu befreien, werden jedoch von Kiviats Soldaten festgenommen. Bald darauf macht Dr. Kiviat das Jungtier ausfindig. George und Susan können fliehen und zu „Baby“ zurückkehren.
Dennoch schafft es Dr. Kiviat, „Baby“ an sich zu nehmen und tritt mit den beiden Dinosauriern die Heimreise an. Mit Hilfe der Eingeborenen überfallen Susan und George Dr. Kiviats Lager; es gelingt ihnen, die beiden Dinosaurier zu befreien. Dr. Kiviat wird vom Muttertier getötet; beide Saurier können nun in Frieden in ihrer Heimat leben.

## Kritiken
Das Lexikon des internationalen Films schrieb, die Inszenierung sei „Urwaldkitsch mit einigen aufwendigen Effekten.“